# Elshod Rasulov
Elshod Yunusovich Rasulov (ur. 7 marca 1986 w Kokandzie) – uzbecki bokser, wicemistrz świata, dwukrotny mistrz igrzysk azjatyckich, mistrz Azji.
Występuje na ringu w wadze półciężkiej. W 2011 roku podczas mistrzostw świata amatorów w Baku zdobył brązowy medal w kategorii do 81 kg). Wcześniej, w 2009 roku na ringu w Mediolanie zdobył srebrny medal mistrzostw świata. Jest dwukrotnym złotym medalistą igrzysk azjatyckich (2006, 2010) i mistrzem Azji w 2007 roku.
Startował w igrzyskach olimpijskich w Pekinie w 2008 roku, dochodząc do ćwierćfinału turnieju. Ten sam wynik zanotował cztery lata później podczas igrzysk w Londynie.